# Puig d'en Roger
El Puig d'en Roger és una muntanya de 634,8 m alt a cavall dels termes comunal de Costoja, de la comarca del Vallespir, a la Catalunya del Nord i municipal d'Albanyà, de l'Alt Empordà.
Es troba a l'extrem sud-est del terme de Costoja, al límit amb el de Maçanet de Cabrenys, damunt de la vall del Riu Major, pel costat est, i de la Muga, pel sud.
En el Puig d'en Roger es troba la fita fronterera 541 (les 537 a 540 són en el seu vessant sud-oest, entre la Muga i el puig, i la 542, en el seu vessant nord-est, davallant cap al Riu Major). La 541 és amb el número gravat i pintat en una roca situada damunt d'una altra de plana, al cim del turó.